# Zelzatetunnel
De Zelzatetunnel is een tunnel onder het kanaal Gent-Terneuzen. De tunnel is onderdeel van de A11/E34 en ligt in Zelzate. De Zelzatetunnel ligt tussen de afritten Zelzate-West en Zelzate-Oost en heeft 2x2 rijstroken zonder pechstrook. De maximumsnelheid in de tunnel is beperkt tot 90 km/u.

## Nieuwe Zelzatetunnel
Het plafond van de tunnel bevindt zich op 1 meter onder de bodem van het kanaal (op TAW -10,04) wat een passage van zeeschepen tot 12 meter diep toelaat. In 2024 opent de Nieuw Sluis in Terneuzen die schepen tot 14,5 meter diepte zal toelaten. Om die reden deelde de Vlaamse minister van Openbare Werken Hilde Crevits in januari 2011 mee dat er een nieuwe en diepere Zelzatetunnel dient te komen. Deze zou er volgens Crevits alleszins voor 2018 moeten liggen. In mei 2015 werd dit herzien door de nieuwe minister Ben Weyts: dit zou pas na de voltooiing van de sluis in 2022 aangepakt worden. De tunnel zou zuidelijker dan de huidige tunnel komen.